# 洛穆瓦
洛穆瓦（法語：Lommoye，發音：[lɔmwa] ⓘ）是法国伊夫林省的一个市镇，属于芒特拉若利区。

## 地理
洛穆瓦（48°59'38"N, 1°30'50"E）面积9.38 平方千米，位于法国法蘭西島大區伊夫林省，该省份为法国北部内陆省份，北起瓦兹河谷省，西接厄尔省，西南接厄尔-卢瓦省，东南接埃松省，东临上塞纳省。
与洛穆瓦接壤的市镇（或旧市镇、城区）包括：维利耶昂代瑟夫尔、绍富尔莱博尼耶尔、克拉旺、塞纳河畔罗尼、圣伊利耶城、圣伊利耶勒布瓦。
洛穆瓦的时区为UTC+01:00、UTC+02:00（夏令时）。

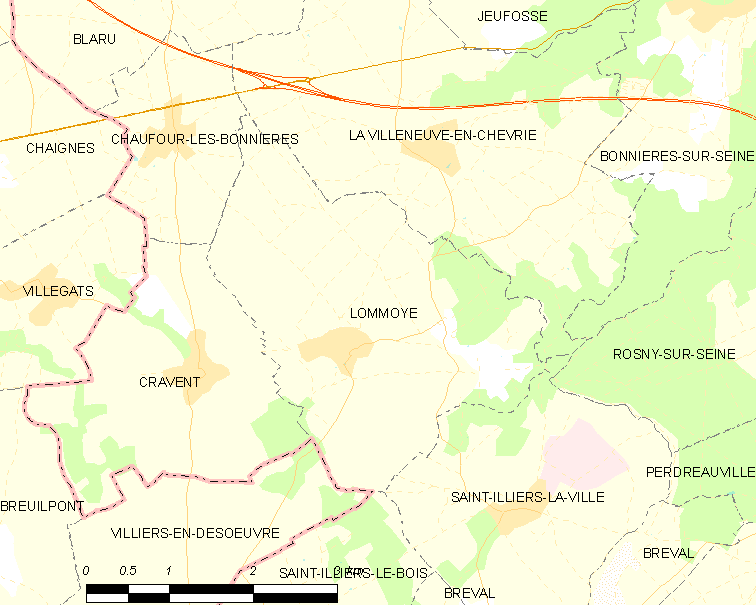
洛穆瓦的OSM定位图

## 行政
洛穆瓦的邮政编码为78270，INSEE市镇编码为78344。

## 政治
洛穆瓦所属的省级选区为塞纳河畔博尼耶尔县。

## 人口

1962-2008年间洛穆瓦人口变化图示

洛穆瓦于2022年1月1日时的人口数量为643人。